# Sphenomorphus incognitus
Espèce
Synonymes
- Lygosoma incognita Thompson, 1912
- Sphenomorphus boulengeri Van Denburgh, 1912
- Lygosoma boulengeri (Van Denburgh, 1912)
- Lygosoma leveretti Schmidt, 1925

Sphenomorphus incognitus est une espèce de sauriens de la famille des Scincidae.

## Répartition
Cette espèce se rencontre :
- dans le sud de la République populaire de Chine ;
- à Taïwan ;
- au Viêt Nam dans la province de Bắc Giang.

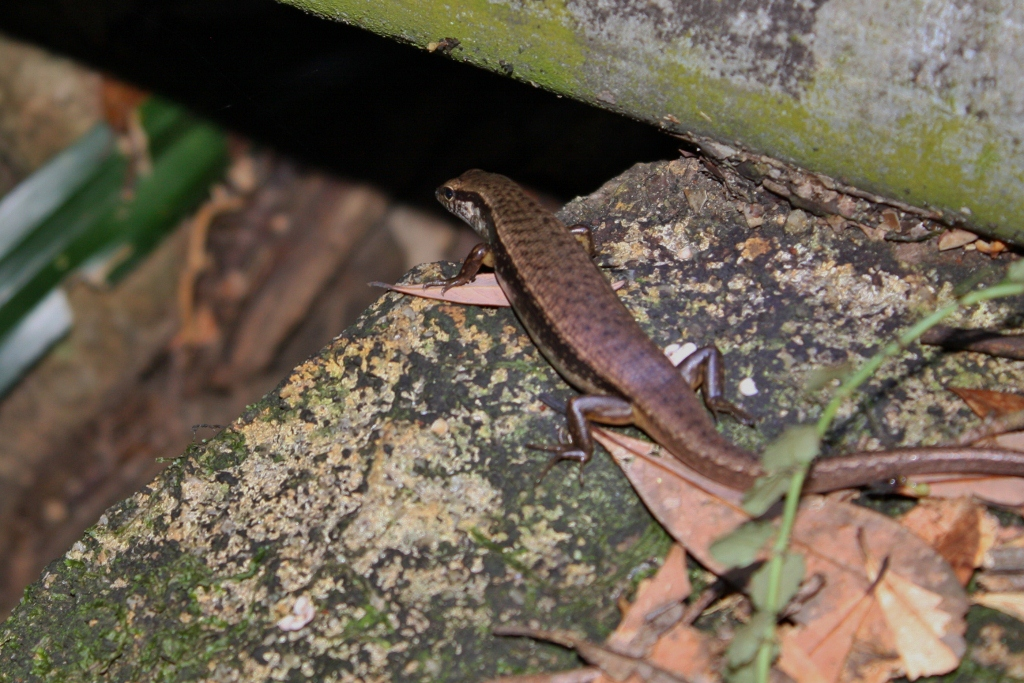

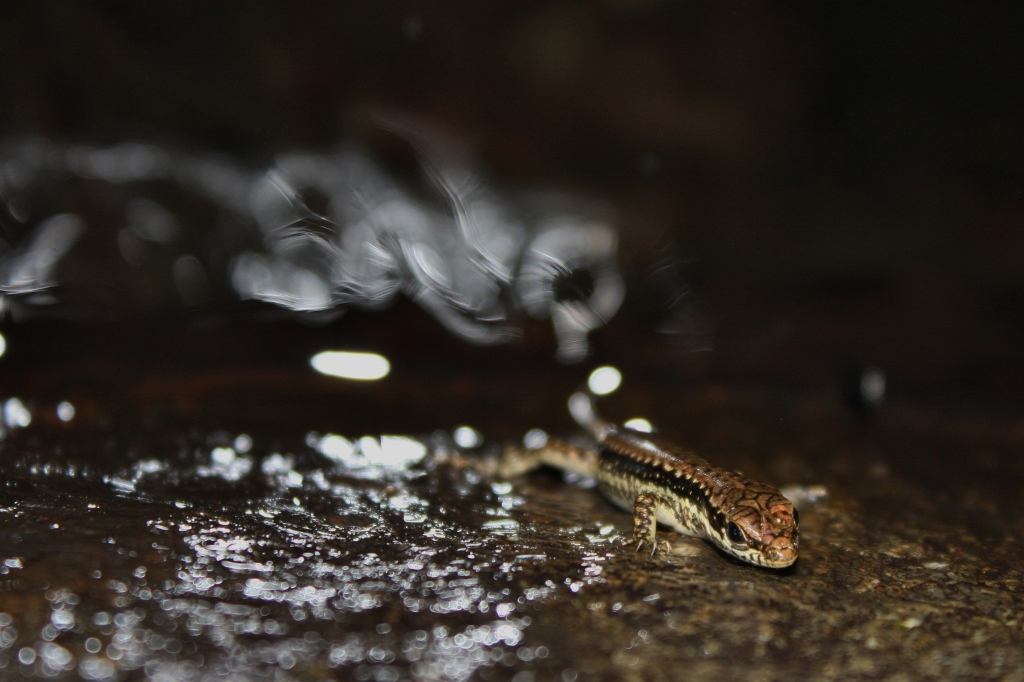

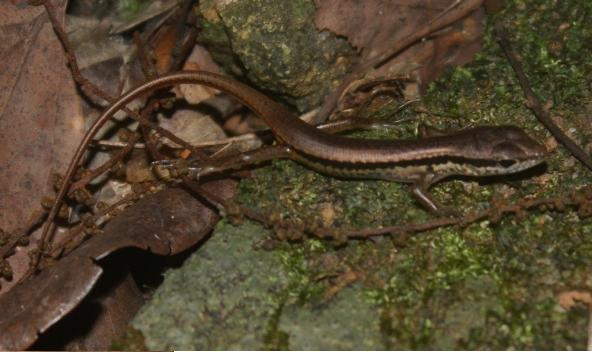
juvénile

## Publication originale
- Thompson, 1912 : Prodrome of descriptions of new species of Reptilia and Batrachia from the Far East. Herpetological notices, no 2, p. 1-4 (texte intégral).

## Reproduction
Les Sphenomorphus incognitus sont ovipares.